# 建南济渎庙
建南济渎庙，位于山西省晋城市高平市建宁乡建南村南翠屏山，前后三进，包括山门、仪门、正殿、后殿；以及两侧的耳殿、配殿、钟鼓楼等，其中中殿（济渎殿）为明代建筑，后殿建于元代，均为面阔五间，进深六椽，悬山顶。仪门下部亦为元代风格。庙内现存明清至民国的五通碑碣，记述历代重修历程。
2013年3月5日，建南济渎庙公布为第七批全国重点文物保护单位。